# Szukam mojej dziewczyny
Szukam mojej dziewczyny (tyt. oryg. ros. Девушка без адреса) – radziecka komedia z 1958 roku, w reżyserii Eldara Riazanowa. 

## Fabuła
Młody robotnik Pasza Gusarow poznaje w pociągu Katię Iwanową. Dziewczyna początkowo irytuje Paszę, ale pod koniec podróży obiecują sobie, że się już nie rozstaną. Los sprawia jednak, że wychodzą z pociągu oddzielnie i nie odnajdują się na moskiewskim dworcu.
Pasza zaczyna poszukiwania Katii. Ta mieszka u swojego dziadka i próbuje bezskutecznie dostać się na studia aktorskie. Podejmuje pracę jako windziarka, ale praca jest zbyt absorbująca by mogła uczyć się do egzaminów. Po kolejnej kłótni z dziadkiem, ucieka z domu. Zdana na samą siebie Katia podejmuje się różnych prac, ale z różnych powodów jest zmuszona je zmieniać. W czasie, kiedy pracuje jako manekin na wystawie sklepu dostrzega przez okno Paszę, ale nie udaje się jej go dogonić. Za niesubordynację zostaje wyrzucona z pracy. Postanawia wyjechać z Moskwy, ale na tym samym dworcu spotyka swojego ukochanego.
W 1958 film obejrzało 36,5 mln widzów (2 miejsce na liście najpopularniejszych filmów radzieckich w tym roku).

## Obsada
- Swietłana Karpinska jako Katia Iwanowa
- Nikołaj Rybnikow jako Pasza Gusarow
- Erast Garin jako dziadek Katii
- Jurij Biełow jako Mitia, przyjaciel Paszy
- Wasilij Toporkow jako przyjaciel dziadka Katii
- Siergiej Filippow jako Komarinski
- Rina Zielonaja  jako Jelizawieta Timofiejewna
- Swietłana Szczerbak jako Ola
- Zoja Fiodorowa jako Komarynska